# ساشا أليسون
ساشا أليسون (بالإنجليزية: Sasha Alyson)‏ هو شخصية أعمال وكاتب أمريكي، ولد في 22 مايو 1952.